# Немтен
Немтен (нем. Nehmten) — община в Германии, в земле Шлезвиг-Гольштейн. 
Входит в состав района Плён. Подчиняется управлению Гроссер Плёнер Зее.  Население составляет 262 человека (на 31 декабря 2010 года). Занимает площадь 22,04 км².